# Andrea Uhlík Berecková
Andrea Uhlík Berecková (* 4. listopadu 1994, Zlín) je česká divadelní, televizní a filmová herečka.

## Život
V dětství chtěla být egyptoložkou a baletkou. K herectví ji přivedla matka, která ji přihlásila na dramatický kroužek. Vystudovala Janáčkovu konzervatoř v Ostravě, poté absolvovala studium na Katedře alternativního a loutkového herectví na DAMU. Během studia spolupracovala s divadelní skupinou Pomezí (Anna Klimešová, Jakub Čermák). Je vdaná za Petra Uhlíka.

## Herecká praxe
Spolupracuje s českými divadelními scénami a soubory, mimo jiné Pomezí, MeetFactory nebo Depresivní děti touží po penězích. Od roku 2021 je členkou souboru Činoherního studia v Ústí nad Labem.[zdroj?]

## Role

### Divadlo

#### Představení Činoherního studia v Ústí nad Labem
- Perplex
- Bílý karibu
- Hanzelkazikmund (zde jsou lvi)
- Jídelní vůz
- Peer Gynt
- Černá sanitka
- My děti ze stanice ZOO
- Pábitelé
- Pašijová hra aneb O tom slavném zmrtvýchvstání
- Sen noci svatojánské

### Film a televize
- 2013 – Skoro úplně vymyšlený film
- 2015 – Vybíjená
- 2018 – Hastrman
- 2019 – Abstinent
- 2021 – O malých věcech
- 2023 – 40 rolí
- 2023 – Kriminálka Anděl
- 2024 – Metoda Markovič: Hojer